# Lubuk Banyau
Lubuk Banyau is een bestuurslaag in het regentschap Bengkulu Utara van de provincie Bengkulu, Indonesië. Lubuk Banyau telt 2154 inwoners (volkstelling 2010).